# Disparition de Brandon Swanson
 (août 2023).
Le 14 mai 2008 peu après minuit, Brandon Swanson (né le 30 janvier 1989)  à Marshall, Minnesota aux États-Unis, a renversé sa voiture dans un fossé en rentrant chez lui après avoir célébré la fin du semestre de printemps avec ses camarades du Campus de Canby du Minnesota West-Community and Technical College (en). Il sort indemne de sa voiture et appelle alors ses parents avec son portable. N'arrivant pas à se situer de manière précise, il indique à ses parents qu'il pense se trouver près de Lynd. Ses parents partent ensuite, le cherchant en vain. Swanson est resté au téléphone avec eux jusqu'à ce qu'il se taise 47 minutes plus tard après s'être exclamé "Oh, merde !" Il n'a plus été vu ni entendu depuis.
Au matin, ses parents signalent sa disparition à la police. Celle-ci leur conseille d'attendre son retour, puisqu'un tel comportement n'est pas rare chez les jeunes hommes de son âge. Plus tard dans la journée, les circonstances de sa disparition deviennent particulièrement étranges lorsque la localisation de son téléphone le situe près de Porter, à 25 miles (40 km) de distance du lieu indiqué par Swanson à ses parents, dans une direction différente. À la suite de cette information, la police découvre la voiture de Swanson près de Taunton.
Personne ne sait si Swanson était au courant de cette différence de localisation lorsqu'il a parlé avec ses parents au téléphone. Un acte criminel n'a pas été exclu par la police, mais il est également possible qu'il soit accidentellement tombé dans la rivière Yellow Medicine, qui se situe près de l'endroit où sa voiture a été retrouvée, et qu'il s'y soit noyé. Des recherches approfondies réalisées dans la rivière n'ont cependant pas abouti à la découverte d'un corps. Des fouilles terrestres réalisées avec des chiens se poursuivent dans la région depuis plusieurs années. À la suite de cette affaire, les parents de Swanson ont réussi à faire pression sur la législature de l'État du Minnesota pour qu'elle adopte la loi de Brandon, exigeant que la police entame rapidement des recherches sur les adultes disparus.

## Biographie
Originaire de Marshall, siège du comté de Lyon dans le sud-ouest du Minnesota, Swanson est diplômé de la Marshall High School en 2007. Il a ensuite choisi d'étudier les éoliennes pendant une année sur le campus du Minnesota West Community and Technical College à Canby.
L'année universitaire du Minnesota West College s'est terminée le 13 mai 2008. Swanson a célébré la fin des cours à Canby avec ses amis. Au cours de deux soirées différentes, Swanson aurait été vu en train de consommer de l'alcool mais, selon ses amis, il n'aurait pas suffisamment bu pour être malade.

## La disparition
Swanson a quitté le campus de Canby pour rentrer chez lui, à 30 miles (48,2 km), aux alentours de minuit. Peu avant 2 heures du matin, il appelle ses parents avec son téléphone portable, leur indiquant qu'il a conduit sa Chevrolet Lumina dans un fossé duquel il était impossible de sortir la voiture. Il n'a pas été blessé et leur a demandé de venir le chercher.
À la suite de cet appel, Annette et Brian Swanson montent dans leur camionnette et se rendent sur le lieu indiqué par leur fils. Ils tentent tant bien que mal de le garder en ligne, malgré les coupures occasionnelles liées au manque de signal téléphonique. En attendant ses parents, Brandon est resté près de sa voiture et a tenté de leur envoyer des signaux en allumant et éteignant ses phares par intervalles, en vain. Ni Brandon ni ses parents n'ont réussi à se croiser.
Brandon finit par abandonner et indique à ses parents qu'il quitte la voiture pour se diriger vers les lumières qu'il aperçoit au loin, l'amenant à croire qu'il se situe près de Lynd, une petite ville à environ 7 miles (11 km) au sud-ouest de Marshall. Il explique à son père qu'il se dirige alors vers le parking d'un bar local et lui demande de l'y attendre. Son père Brian prend le chemin du bar et l'indique à son fils.
Peu après 2h30 du matin et 47 minutes après le début de l'appel avec ses parents, Brandon interrompt soudainement sa discussion avec un "Oh, merde !". Il est ensuite resté silencieux pendant le reste de l'appel, jusqu'à ce que ses parents raccrochent et tentent de rappeler. Brandon n'a plus jamais été vu ni entendu depuis.

## L'enquête
À 6h30 du matin, les parents de Brandon signalent sa disparition à la police de Lynd. Celle-ci leur explique qu'il n'est pas rare que les hommes de son âge restent dehors toute la nuit pour célébrer la fin des cours. Annette Swanson a également révélé qu'un des officiers avait déclaré que "disparaître fait partie des droits" de Brandon.

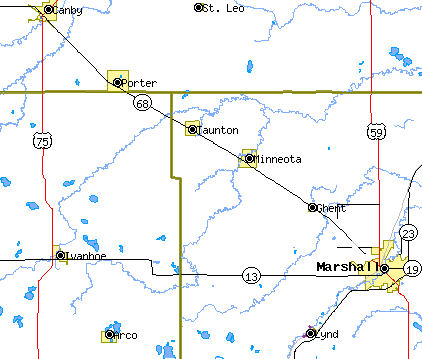
Carte de la zone nord-ouest et sud-ouest de Marshall

Plus tard dans la matinée, la police de Lynd commence à chercher Brandon dans la ville et aux alentours, sans retrouver sa trace. Ils demandent au bureau du shérif du comté de Lyon, Joel Dahl, de leur venir en aide. Pour cibler au mieux la recherche, le bureau du shérif réussit à obtenir les relevés du téléphone portable de Brandon, révélant que ce dernier avait appelé ses parents aux abords de Taunton, le long de la State Highway 68, la route principale pour aller vers Canby, au nord-ouest de Marshall — à 25 miles (40 km) de Lynd.
En cherchant dans cette zone, les adjoints du shérif découvrent la voiture de Brandon dans un fossé longeant une route de gravier, à la frontière du comté de Lincoln situé à un kilomètre au nord de la route 68. Cette découverte implique alors le bureau du shérif de ce comté, Jack Vizecky, dans l'enquête. Celui-ci déclare aux médias que la Chevrolet Lumina de Brandon s'est retrouvée suspendue au sommet de la pente du fossé, pas assez sérieusement pour endommager la voiture mais suffisamment pour empêcher les roues de toucher le sol de ce côté. Aucun problème mécanique n'a été décelé sur la voiture, et en raison de l'herbe et du gravier alentours, aucune trace de pas n'a pu être trouvée, ne permettant donc pas de savoir dans quelle direction Brandon a commencé à marcher.
L'appel qu'il a passé cette nuit-là à ses parents a transité par une antenne-relais située à l'intersection des routes du comté 3 et 10 près du Minnesota, et d'une autre ville de la route 68. Le 15 mai, l'enquête permet de préciser la localisation de l'appel dans un rayon de 5 milles (8,04672 km) de l'antenne-relais ; les chercheurs y concentrent alors tous leurs efforts. Une partie du territoire inclus dans ce cercle comprenant le comté de Yellow Medicine au nord, les autorités de cette juridiction participent également à la recherche de Brandon.
Dahl, shérif du comté de Lyon, remarque que, depuis la zone de recherche, une lumière rouge au sommet d'un élévateur à grains de Taunton pouvait être vue. Il pense alors qu'il est possible que Brandon ait aperçu cette lumière et ait pensé que Lynd était à une distance de marche convenable. Les recherches au sol sont complétées par des recherches aériennes ; des chiens de recherche sont également déployés par Minneapolis-Saint-Paul. Une équipe de limiers du comté voisin de Codington, dans le Dakota du Sud, a fouillé un sentier de 3 miles (4,8 km) qui suivait les routes de campagne vers l'ouest-nord-ouest jusqu'à atteindre une ferme abandonnée, puis le long de la rivière Yellow Medicine jusqu'à la fin du sentier se jetant dans la rivière.
Le père de Brandon se souvient que son fils avait mentionné le fait de passer des clôtures et d'entendre de l'eau à proximité. Suivant ainsi la piste de la noyade, des bateaux du Département des ressources naturelles de l'État ont été déployés le long de la rivière et des quais ont été installés. Dans certaines régions du comté de Lincoln au moment de la disparition, la rivière était plus profonde (10 pieds, soit 3 mètres environ) qu'au moment des recherches, selon le shérif Dahl. Les adjoints du bureau du shérif ont également parcouru les rives de la rivière, et des chevaux ainsi que des véhicules tout-terrain ont été déployés dans les environs. Dahl a cependant exclu la possibilité d'une recherche au sol plus organisée et plus étendue.

### Recherches ultérieures
Les premières recherches ne permettant pas de retrouver Swanson, la plupart des efforts ont été interrompus. Le shérif Vizecky a continué à parcourir les 2 milles (3,218688 km) de la zone incluant la Rivière Yellow Medicine pendant 30 jours. Le couple Swanson persévère alors et continue à chercher chaque nuit un signe de leur fils, espérant que Brandon revienne ou qu'il finisse par être retrouvé.
Les recherches ont repris à la fin de l'automne, après la récolte des plants ayant été mis en terre peu de temps après la disparition de Brandon. Lors de ces recherches, les chiens suivent des odeurs de restes humains dans une zone au nord-ouest de Porter qui n'avait pas été fouillée auparavant, en vain. Après la fonte des neiges, les efforts de recherche reprennent et se poursuivent d'année en année jusqu'en 2011. À ce moment-là, 122 mi-carrés (320 km²) de terrain ont été fouillés.
En 2010, le Minnesota Bureau of Criminal Apprehension  prend la direction de l'enquête. Il met alors en place une ligne téléphonique de signalement permettant, en 2015, de recevoir 90 pistes. À ce stade, alors que les recherches officielles ont repris, le cercle d'investigation se concentre sur Mud Creek, un affluent de la Yellow Medicine au nord et au nord-ouest de Porter.

## Théories
Alors que la piste d'un des chiens de recherche se concentre sur la Yellow Medicine, et malgré les derniers mots prononcés par Brandon, Annette Swanson ne pense pas qu'il s'y soit noyé. En effet, après avoir suivi son odeur jusqu'à l'eau, le chien a continué de chercher de l'autre côté de la berge, puis sur une autre route de gravier, et a continué vers le nord en direction de la limite du comté de Yellow Medicine où il s'est arrêté. "Il n'y a vraiment rien qui indique qu'il est tombé dans la rivière", a-t-elle déclaré à CNN. Brian Swanson, le père de Brandon, se souvient également que, malgré l'alcool consommé plus tôt dans la soirée, son fils ne lui a pas semblé particulièrement désorienté ou confus lors de leurs conversations téléphoniques.
Si on considère que Swanson est toujours en vie, plusieurs théories peuvent expliquer sa disparition, bien qu'elles semblent peu probables. Il aurait pu disparaître intentionnellement, bien que ses parents ne croient pas qu'il aurait pu faire cela. Le shérif Vizecky a déclaré qu'il ne pouvait pas exclure un acte criminel, même s'il n'y en a aucune preuve. "Quelqu'un [aurait pu] se cacher dans l'obscurité et l'avoir comme ça", a-t-il décrété.

## La loi Brandon
Après les recherches, Annette Swanson était toujours choquée par la réponse initiale de la police de Lynd lui indiquant que son fils avait « le droit de disparaître » après leur avoir indiqué son âge. "Je suis sa mère et je savais bien que quelque chose clochait dans cette histoire", décrète-t-elle plus tard. Son mari Brian et elle-même ont ensuite commencé à faire pression sur la gouvernance de l'Etat pour instaurer des changements dans la loi afin que tout signalement de disparition d'un adulte entraîne systématiquement l'ouverture d'une enquête, tout comme dans le cas de signalements de disparitions d'enfants.
Annette rencontre dans un restaurant local Marty Seifert, représentante de la minorité siégeant à la Chambre des représentants de l'État de l'époque, dont le district comprend la ville de Marshall. Les deux femmes parlèrent des problèmes qu'Annette Swanson avait rencontrés avec la police en signalant la disparition de Brandon. "Elle savait que cela n'aiderait pas le cas de la disparition de son fils, mais que cela pourrait aider d'autres signalements à l'avenir", a exprimé Seifert en 2015.
Seifert a ainsi présenté un projet de loi intitulé « Loi de Brandon » voulant modifier la loi régissant les signalements de disparitions d'enfant afin de remplacer le mot « enfant » par « personne ». Cette motivation a rencontré une importante résistance de la part des forces de l'ordre de l'État lorsqu'elle était étudiée en commission . "Cette résistance était en partie liée à l'intrusion dans la vie privée d'une personne, en particulier en ce qui concerne les téléphones portables", a-t-il déclaré au Marshall Independent . "La technologie liée aux cellulaires était encore émergente à l'époque, il y a donc eu des discussions au sujet de la confidentialité et à partir de quel moment la police peut et ne peut pas envoyer un ping" (accéder aux données du téléphone).
Dennis Frederickson a également présenté un projet de loi complémentaire au Sénat de l'État du Minnesota. Les deux chambres parlementaires ayant adopté le texte à l'unanimité en mai 2009, le gouverneur Tim Pawlenty  promulgue la loi, accompagné des Swanson et de leur fille Jamine.
Ce changement exige également que la police, en plus de déterminer dans son enquête préliminaire que la personne signalée est effectivement portée disparue, détermine si cette personne se trouve potentiellement en danger. Elle doit aussi informer rapidement les autres autorité locales à proximité. La loi de Brandon précise également que l'établissement recevant la déposition du signalement est celui qui doit prendre en charge l'enquête ;  l'absence de cette distinction ayant en effet créé plusieurs problèmes dans les phases ultérieures de la recherche initiale de Brandon lorsque trois comtés différents étaient impliqués,. La police n'est alors plus autorisée à refuser un signalement, même si elle pense qu'aucune activité criminelle n'est impliquée, si la dernière fois que la personne a été vue il y a peu de temps, s'il est possible que la personne ait disparu intentionnellement ou en l'absence de lien entre la personne disparue et la personne signalant la disparition.
À la suite de la signature du gouverneur, la loi est entrée en vigueur début juillet 2009. Quatre autres États ont adopté des lois similaires. Seifert a quant à lui quitté son poste en 2010, mais il a toujours en sa possession le stylo que Pawlenty a utilisé pour signer le projet de loi. "Je considère cette avancée comme l'un des projets de loi les plus importants que j'ai rédigés au cours de mes 14 ans de siège. La loi de Brandon sauvera des vies".